# Dušan Čaplovič
Dušan Čaplovič (ur. 18 września 1946 w Bratysławie, zm. 6 marca 2025) – słowacki naukowiec i archeolog oraz polityk, parlamentarzysta, w latach 2006–2010 wicepremier, od 2012 do 2014 minister edukacji, nauki, badań naukowych i sportu.

## Życiorys
W 1969 ukończył filozofię na Uniwersytecie Komeńskiego w Bratysławie. W latach 1980–2001 związany był zawodowo ze Słowacką Akademią Nauk. Jako pracownik naukowy przebywał przez pewien czas w USA i Finlandii. Od 1990 do 1992 był wicedyrektorem instytutu archeologicznego Słowackiej Akademii Nauk w Nitrze. W latach 1992–2001 był członkiem prezydium, a w latach 1995–2001 wiceprzewodniczącym Słowackiej Akademii Nauk.
Od 1992 do 1995 wchodził w skład rządowej rady ds. nauki i technologii. Od 1995 do 1998 był doradcą w ministerstwie kultury. Od 1994 wykładał na wydziale filozoficznym Uniwersytetu Komeńskiego.
W 2001 wstąpił do partii Kierunek – Socjalna Demokracja, został wiceprzewodniczącym tej formacji. W wyborach parlamentarnych w 2002 z jej ramienia uzyskał mandat deputowanego do Rady Narodowej. W wyniku wyborów z 2006 ponownie dostał się do parlamentu. 4 lipca 2006 objął stanowisko wicepremiera ds. społeczeństwa wiedzy, spraw europejskich, praw człowieka i mniejszości w gabinecie premiera Roberta Ficy. Funkcję tę pełnił do 9 lipca 2010.
W kolejnych wyborach w 2010 i w 2012 był wybierany na kolejne kadencje słowackiego parlamentu. Po ostatnich z nich ogłoszono go kandydatem na ministra edukacji, nauki, badań naukowych i sportu w drugim rządzie Roberta Ficy; urząd ten objął 4 kwietnia 2012 i sprawował go do 3 lipca 2014. W 2016 ponownie uzyskał mandat poselski.